# Extraordinary (serie televisiva)
Extraordinary è una serie televisiva britannica ideata da Emma Moran. La prima stagione della serie è stata resa disponibile sulla piattaforma streaming Disney+ (come Star Original) a partire dal 25 gennaio 2023.
La serie è stata cancellata dopo due stagione nonostante i voti positivi della critica.

## Trama
La venticinquenne Jen vive in un mondo in cui tutti i maggiorenni hanno un superpotere, tranne lei, e per questo si sente esclusa. Per fortuna i suoi coinquilini (Carrie, Kash e un misterioso gatto randagio) le impediscono di autocommiserarsi. Alla deriva in un mondo grande e confuso, armata solo di un po' di speranza e di tanta disperazione, Jen inizia un viaggio per trovare il suo possibile superpotere. Ma nel farlo potrebbe scoprire la gioia di essere semplicemente normale.

## Episodi
| Stagione         | Episodi | Pubblicazione Regno Unito | Pubblicazione Italia |
| ---------------- | ------- | ------------------------- | -------------------- |
| Prima stagione   | 8       | 2023                      | 2023                 |
| Seconda stagione | 8       | 2024                      | 2024                 |

## Personaggi e interpreti

### Personaggi principali
- Jen, interpretata da Máiréad Tyers, doppiata da Giulia Franceschetti.
Giovane ragazza che non è ancora riuscita a sviluppare un potere.
- Carrie, interpretata da Sofia Oxenham, doppiata da Giulia Catania.
La migliore amica di Jen. Ha il potere di comunicare con i morti.
- Kash, interpretato da Bilal Hasna, doppiato da Alex Polidori.
Fidanzato di Carrie. Ha il potere di tornare indietro nel tempo.
- Mr. Schizzo (Jizzlord), interpretato da Luke Rollason, doppiato da Federico Campaiola.
Mutaforma rimasto bloccato con l'aspetto di un gatto per diversi anni.

### Personaggi ricorrenti
- Luke, interpretato da Ned Porteous, doppiato da Mirko Cannella.
Ragazzo che frequenta Jen. Ha la capacità di volare.

## Produzione

### Sviluppo
La serie è scritta dalla creatrice Emma Moran e vede Sally Woodward Gentle, Lee Morris e Charles Dawson come produttori esecutivi, insieme a Johanna Devereaux di Disney+. I registi sono Toby McDonald e Jennifer Sheridan.
Extraordinary fa parte, insieme a Wedding Season, della lista di produzioni britanniche commissionate da Disney+, con il marchio Star, annunciate nel 2021. 
In occasione della premiere inglese, Disney+ ha rinnovato la serie per una seconda stagione.

### Cast
Il cast è stato annunciato nel dicembre 2021 e vede Máiréad Tyers (nel ruolo della  protagonista), Sofia Oxenham, Bilal Hasna e Luke Rollason. Si sono inoltre uniti al cast Siobhán McSweeney, Safia Oakley-Green e Robbie Gee.

### Riprese
Le riprese principali della prima stagione si sono tenute a Londra.
Il 2 febbraio 2023, Disney+ ha annunciato l'inizio delle riprese della seconda stagione.

## Promozione
Nel novembre 2022, escono le prime immagini ufficiali della serie. Il 14 dicembre successivo, esce il primo trailer ufficiale.

## Distribuzione

### Data di uscita
La serie è stata distribuita a livello internazionale a partire dal 25 gennaio 2023 su Disney+ come Star Original. Negli Stati Uniti è stata resa disponibile sulla piattaforma streaming Hulu e in America Latina su Star+.